# شمس‌آباد چاهدگال
شمس‌آباد چاهْدِگال روستایی از توابع شهرفهرجبخش نگین کویر شهرستان بم در استان کرمان ایران است که ساکنین آن بلوچ و از طایفه ای بنام شیهکی(نوتی زهی) دارای مذهب اهل سنت میباشند.که دارای یک مسجدجامع درعلی آبادچاهدگال به امامت جمعه مولوی عبیدالله شیهکی میباشند

## جمعیت
این روستا در دهستان چاهدگال قرار دارد و براساس سرشماری مرکز آمار ایران در سال ۱۳۸۵، جمعیت آن ۱۶۱ نفر (۳۸خانوار) بوده‌است...